# Guido Boni (ciclista)
Guido Boni (Gattaia  - Vicchio, 4 novembre 1933 – Firenze, 28 giugno 2014) è stato un ciclista su strada italiano, professionista dal 1955 al 1963 e vincitore di una tappa al Giro d'Italia 1958.

## Carriera
Passato professionista nel 1955, alla seconda stagione tra i professionisti terminò al secondo posto nel Gran Premio Industria e Commercio di Prato e nel 1956 vinse il Trofeo dell'U.V.I. e soprattutto una tappa del Tour de Suisse. Successivamente si aggiudicò solo una tappa al Giro d'Italia, quando superò in una volata a due Guido Carlesi, con cui era andato in fuga, sul traguardo di Forte dei Marmi.
Ottenne poi solo alcuni piazzamenti in tappe del Giro e in qualche classica italiana: fu infatti terzo nella Sassari-Cagliari 1957, nel Giro del Lazio 1956 e secondo nel Giro di Romagna 1957. In carriera prese inoltre parte a otto Giri d'Italia, due Tour de France e due Vuelta a España. Nel 1957 prese parte anche ai mondiali su strada di Waregem arrivando quattordicesimo.

## Vita privata
Distintosi già nel ciclismo dilettantistico, tanto da meritare il soprannome di "Angelo Biondo di Vicchio", nel 1957 fu agli onori della cronaca nazionale e locale per il suo matrimonio con Marisa Zocchi (gennaio 1937 - giugno 2013), Miss Toscana 1955, divenuta famosa per la sua partecipazione a Lascia o raddoppia? nel 1956.
Ebbe due figli da Marisa Zocchi, Alberto ed Elisabetta. Lasciato il ciclismo nel 1962, si ritirò a Pratolino, frazione di Vaglia, ove gestì con la moglie un bar.

## Palmarès
- 1956 (Tigra & Nivea-Fuchs, due vittorie)

2ª tappa Tour de Suisse (Sciaffusa > Bienne)
Gran Premio di Pistoia
- 1958 (Bianchi, una vittoria)

7ª tappa Giro d'Italia (Chiavari > Forte dei Marmi)

### Altri successi
- 1956 Nivea-Fuchs, una vittoria)

Classifica generale Trofeo dell'U.V.I.

## Piazzamenti

### Grandi Giri
- Giro d'Italia

1955: 19º
1956: ritirato
1957: 19º
1958: 24º
1959: 22º
1960: 48º
1961: 51º
1962: ritirato
- Tour de France

1961: ritirato (14ª tappa)
1962: 48º
- Vuelta a España

1957: 11º
1959: 17º

### Classiche monumento
- Milano-Sanremo

1955: 66º
1956: 25º
1957: 17º
1961: 116º
1962: 82º
- Giro di Lombardia

1958: 83º

### Competizioni mondiali
- Campionati del mondo

Waregem 1957 - In linea: 14º